# Оранж
Ора́нж (фр. Orange, окс. Aurenja) — город во Франции, в департаменте Воклюз, на левом берегу Роны в 21 км к северу от Авиньона.
При Августе стал одним из самых цветущих центров римского Прованса, но в V веке подвергся разграблению вестготами. С XI века — независимое графство, а потом княжество Орания, которое перешло в 1530 году к дилленбургской ветви Нассауского дома. Представители Нассау-Оранского дома, будучи штатгальтерами Нидерландов, де-юре сохраняли владение Оранжем вплоть до смерти бездетного Вильгельма III в 1702 г. По результатам Утрехтского мира Оранж был присуждён Франции (де-факто владевшей городом с 1660 года), но старший князь дома Нассау сохранил титул принца Оранского, который до сих пор носит наследник короны Нидерландов.
Оранж известен во Франции своим жарким климатом. В Оранже сохранились грандиозные руины римского времени, занесённые в 1981 году в список Всемирного наследия человечества. Полукруглый театр в Араузионе не имеет себе равных по степени сохранности: тыльная стена превышает в длину 100 метров, в центральной нише — статуя императора Августа высотой 370 см. Триумфальная арка высотой 19 метров с рельефами, прославляющими победы Юлия Цезаря, — один из самых колоссальных памятников такого рода.

## Античный Араузион
Араузион (лат. Arausio) — древнеримский город в Нарбоннской Галлии, в нижнем течении Родана (Роны). Население в период расцвета — ок. 110 тысяч человек. В 105 до н. э. в битве при Араузионе римляне потерпели сокрушительное поражение от кочевых германских племён. Первоначально кельтское поселение, названное в честь местной богини, в 36 до н. э. преобразован в римскую колонию ветеранами легиона II Augusta, её территория относилась к категории «ager limitatus per centurias divisus et assignatus» (то есть земель, размежёванных и розданных в качестве наделов), позднее стал городом. Сильно пострадал в 21 г., во время галльского восстания под начальством Юлия Сакровира и Юлия Флора, но доходы от торговли, шедшей по маршруту от Средиземноморья до Лугдунума (Лион), позволили восстановить город и построить триумфальную арку в честь подавления восстания. При Августе в Араузионе был составлен кадастр, где было записано, сколько земли ассигновано (выделено) в наделы, сколько возвращено местным жителям и сколько обменено. Разрушен алеманнами и вестготами.

## Демография
Население коммуны на 2010 год составляло 29 135 человек.
| 1962   | 1968   | 1975   | 1982   | 1990   | 1999   | 2006   | 2012   |
| ------ | ------ | ------ | ------ | ------ | ------ | ------ | ------ |
| 19 912 | 24 562 | 25 371 | 26 499 | 26 964 | 27 989 | 29 859 | 28 948 |

## Культура и искусство
- В 1869 году римский театр, Théâtre antique d’Orange, был реконструирован и стал (с 1902 года) местом проведения международного оперного музыкального фестиваля Chorégies d’Orange.
- C 1971 года проводится фестиваль New Chorégies. В концертах принимали участие Барбара Хендрикс, Пласидо Доминго, Монсеррат Кабалье, Евгений Нестеренко и многие другие известные певцы.
- Музей города содержит крупнейшие (756 × 590 см) кадастровые римские карты, когда-либо восстановленные, вытравленные на мраморе. Они покрывают область между Оранжем, Нимом и Монтелимаром.

## Прочее
Французские военно-воздушные силы и Иностранный легион имеют в Оранже свои базы. Но с 2014 года они переехали в пригород Марселя

## Фотогалерея
|                                                |  |                          |  |                   |
| Церковь Сен-Флоран, усыпальница сеньоров де Бо |  | Триумфальная арка Оранжа |  | Театр в Араузионе |